# Curious (fragancia)
Curious es la primera fragancia de Britney Spears desarrollada en asociación con Elizabeth Arden y lanzada en 2004. Creada por Claude Dir, debutó en los Estados Unidos en septiembre de 2004, seguido de un lanzamiento global en marzo de 2005. Curious recibió elogios generalizados. Se convirtió en la fragancia más vendida de 2004 con ventas que superaron los 100 millones de dólares.Para el 2011, Elizabeth Arden había vendido más de 700 millones de botellas de la fragancia.Los expertos atribuyen parte de su éxito al atractivo de Spears reconociendo que ella "hizo que fuera genial usar fragancias" entre las mujeres jóvenes.

## Concepción
Los primeros informes sobre la asociación de Spears con Elizabeth Arden surgieron en marzo de 2004. Fuentes de los medios indicaron que el primer producto bajo el nombre de Spears sería una fragancia, con planes para lanzamientos posteriores en cosméticos y productos para el cuidado de la piel, aunque estos no se anticipaban hasta al menos dos años después. En una entrevista con WWD, la cantante dijo: "Me encantan los perfumes y los cosméticos y estoy muy emocionada de desarrollar mi propia línea con Elizabeth Arden". La colaboración de Spears con la marca de belleza fue más allá de la simple concesión de su nombre. Paul West, presidente de Arden, destacó que la cantante participó activamente en cada etapa de la creación de la fragancia, desde la conceptualización hasta el desarrollo del aroma, el empaque y las estrategias de marketing. Reveló que Spears ya había contribuido con ideas para los diseños de las botellas y había sugerido notas olfativas para su fragancia.
El lanzamiento de la fragancia se anunció en junio de 2004 en un comunicado de prensa que confirmaba que Curious se lanzaría ese otoño. En el comunicado, Paul West, presidente de Elizabeth Arden, describió a Spears como una "mujer talentosa y a la moda que atrae a una base de consumidores jóvenes e internacionales".La fragancia se convertiría en parte de la línea de productos de prestigio de la compañía de cosméticos y fragancias, con planes de distribución en grandes almacenes selectos de alta gama que normalmente no almacenaban productos de Elizabeth Arden, incluidos Nordstrom. Spears se unió a la lista de la compañía que ya incluía a otras dos celebridades notables: Catherine Zeta-Jones, que representaba la marca Elizabeth Arden, y Elizabeth Taylor, que supervisaba las fragancias con su nombre. Sin embargo, Spears se dirigió a un público más joven, apuntando a personas de entre 15 y 30 años, en contraste con los grupos demográficos a los que se dirigían Taylor y Zeta-Jones.

## Lanzamiento
El lanzamiento oficial de la fragancia en los Estados Unidos tuvo lugar en la ciudad de Nueva York el 14 de septiembre de 2004 en el Hotel Four Seasons y en Macy's. Además de sus fanáticos, la cantante estuvo acompañada por el director ejecutivo de Arden, Scott Beattie, el vicepresidente ejecutivo de marketing global, Ron Rolleston y la vicepresidenta de marketing global de fragancias, Tamara Steele. Hablando sobre la fragancia, Spears afirmó: "Tiene un aroma muy sensual con un toque de almizcle de vainilla, pero no es demasiado dulce. Es muy sexy [...] Es increíble. Estoy muy emocionada por ello".
El lanzamiento global de Curious se produjo el 18 de marzo de 2005 en el Hotel Ritz Carlton en Nueva Orleans, Luisiana, el estado natal de Spears. Fanáticos de varios países (Australia, Alemania, Italia, Japón, Singapur, Sudáfrica, España e Irlanda) que ganaron concursos especiales en sus respectivos lugares de procedencia se unieron a Spears durante el lanzamiento. Sobre el éxito del lanzamiento inicial de la fragancia en los Estados Unidos, Scott Beattie, presidente y director ejecutivo de Elizabeth Arden, dijo que era un testimonio del atractivo de la fragancia, el empaque, sus técnicas de marketing innovadoras y la influencia de una celebridad como Britney Spears en una categoría de productos glamorosa.

## Fragancia y empaque
Creada por Claude Dir de Quest International y Ann Gottlieb de Ann Gottlieb Associates, la mezcla de la fragancia rinde homenaje a las raíces de Spears en Luisiana con notas de salida de magnolia de Luisiana, complementadas con pera Anjou y flor de loto fresca. El corazón de la fragancia presenta nardos, jazmín estrellado y ciclamen (violeta persa), mientras que las notas de base consisten en almizcle de vainilla, sándalo cremoso y maderas blancas radiantes.
La botella de Curious presenta un vidrio multifacético azul celeste adornado con dijes en forma de corazón rosa. El perfume más grande (eau de parfum) está coronado con un atomizador azul de estilo antiguo, un detalle que Spears consideraba que añadía un toque de sofisticación al empaque. La part exterior de éste combina los colores preferidos de Spears, rosa y azul celeste, con una tapa negra mate que revela recortes que muestran el logo de la fragancia. Al abrir, la caja se despliega como una flor en ciernes, revelando la botella en su interior y el forro rosa del cartón interior.

## Marketing
Reflexionando sobre las estrategias utilizadas para la campaña de marketing de la fragancia, Beattie destacó un factor crucial en el éxito de Curious: una campaña viral en internet. "Lo que nos resonó [...] es que no se puede llegar a este grupo demográfico de la manera tradicional, porque no compran de las mismas maneras que los consumidores lo hacían en el pasado, y no leen los mismos medios que los consumidores tradicionales de fragancias", explicó. En cambio, este grupo está muy presente en el internet e interactúa mucho a través de mensajes de texto, por lo que ambas estrategias se utilizaron para el lanzamiento de Curious.

### Comercial de televisión
El comercial de la fragancia fue filmado por Dave Meyers, quien ya había trabajado con la cantante dirigiendo sus videos "Lucky" (2000) y "Boys" (The Co-Ed Remix) (2002). El comercial, titulado "Curious – Hotel Rooms", está protagonizado por Spears y el actor Eric Winter.El comercial comienza con Winter y Spears intercambiando miradas antes de entrar en sus habitaciones de hotel vecinas. Ambos personajes son retratados luego contemplándose mutuamente, con Spears dirigiéndose hacia la puerta de Winter. Esto se interrumpe con secuencias imaginativas de ellos siendo íntimos, presentando elementos como flores floreciendo, muñecas, dibujos animados y un rodeo. La escena concluye con Spears mirando directamente a la cámara mientras se escucha el eslogan "¿Te atreves?" y se muestra la botella de la fragancia.
El anuncio se lanzó en el sitio web de Elizabeth Arden el 17 de septiembre de 2004 en la sección Britney Spears Beauty.Tras su lanzamiento, los consumidores de Curious "colapsaron nuestro servidor tres veces, estaban tan ansiosos por ver lo que estaba pasando", dijo Ron Rolleston, vicepresidente ejecutivo de marketing global de Elizabeth Arden, señalando que la campaña se descargaba 500,000 veces al día durante ese período. "Llegamos a millones de personas de esa manera, y creamos una demanda acumulada", añadió Beattie. "Lo bueno es que la estrategia de Internet complementa los medios publicitarios tradicionales. Es una forma mucho más eficaz de aprovechar el gasto publicitario, y ambos se refuerzan mutuamente".

## Recepción e impacto
Después de su lanzamiento en septiembre de 2004 Curious rompió el récord de la compañía en cuanto a ingresos brutos de una fragancia en su primera semana.De igual forma fue la fragancia más vendida en los almacenes de Estados Unidos manteniendo esta posición durante la crucial temporada navideña, acumulando 30 millones de dólares en ventas minoristas en sus primeros tres meses en el mercado. En una declaración publicada por la compañía el 10 de diciembre, se reveló que Curious obtuvo el título de producto de belleza más vendido en Amazon.com durante el mes de noviembre. Además, dominó el mercado de fragancias en Canadá, Australia y Nueva Zelanda, los únicos mercados internacionales donde estaba disponible. La declaración destacó el notable éxito de Curious en Australia, donde se convirtió en el lanzamiento de fragancias más exitoso en la historia del mayor almacén del país, Myer, en solo cinco semanas de ventas.
Durante una conferencia telefónica de la compañía, Scott Beattie, presidente y director ejecutivo, reconoció a Curious como uno de los lanzamientos de fragancias más exitosos de los últimos cinco años. Paul West, presidente y director de operaciones, agregó que en Nueva Zelanda, Curious generó ventas minoristas seis veces mayores que el anterior mayor lanzamiento de fragancias, contribuyendo a que Elizabeth Arden asegurara cuatro de los cinco primeros lugares en ventas de fragancias en el país durante la temporada navideña. El desempeño notable de Curious impulsó significativamente los ingresos netos de Arden. Los informes del último trimestre, coincidiendo con el lanzamiento de la fragancia, revelaron un aumento del 9 por ciento en las ventas, pasando de 296.3 millones de dólares a 323 millones.
Reflexionando sobre la recepción de la fragancia entre el público, Sue Phillips, presidenta y directora ejecutiva de Scenterprises, una compañía de marketing y marcas de fragancias, dice que en ese momento las mujeres jóvenes generalmente no favorecían las fragancias porque las asociaban con sus abuelas. "De repente, con Curious, había una fragancia floral y deliciosa con una sensación juvenil que no parecía vieja o madura", explica Phillips.
Spears influyó en el interés de las mujeres jóvenes por los perfumes. Según datos del Grupo NPD, una firma de investigación de mercado minorista, un impresionante 81 por ciento de las mujeres jóvenes estaban al tanto de la fragancia de Britney Spears al momento de su lanzamiento, un nivel de reconocimiento comparable al de Bath & Body Works y Victoria's Secret, las principales marcas de aerosoles corporales para mujeres jóvenes en ese momento. "Ella hizo que fuera genial usar fragancias", señala Karen Grant, vicepresidenta y analista global de belleza del Grupo NPD. "Los jóvenes todavía están muy comprometidos con las fragancias, y esa conciencia fue aumentada hace años por Britney Spears. Britney fue parte de ese atractivo".

## Otras versiones de Curious
Elizabeth Arden lanzó dos versiones más de Curious en los años 2006 y 2008 respectivamente. Ambas nuevas versiones conservan el ADN original de la fragancia con notas olfativas de fondo similares y agregando otras nuevas de salida y corazón dentro de la misma familia floral.
| N.º | Fragancia           | Eslogan                     | Perfumista | Notas de salida              | Notas de corazón                             | Notas de fondo                               | Año  | Ref.   |
| --- | ------------------- | --------------------------- | ---------- | ---------------------------- | -------------------------------------------- | -------------------------------------------- | ---- | ------ |
| 1   | Curious: In Control | "Are You?"                  | Claude Dir | Níspero Japonés              | Orquídea, Crème Brûlée, Vainilla, Haba Tonka | Sándalo, Almizcle                            | 2006 | [ 14 ] |
| 2   | Curious Heart       | "Live Yours to the Fullest" | Claude Dir | Flor de Loto, Magnolia, Pera | Violeta Persa, Nardos, Jazmín                | Sándalo, Almizcle, Vainilla, Maderas Blancas | 2008 | [ 14 ] |